# ElleElle Stadi
ElleElle Stadi è una tournée di Luciano Ligabue svoltasi nell'estate del 2008 in 8 date. È stata la seconda tournée del Tour 2008 dopo l'European Tour/08 e, successivamente, seguito dalla tournée conclusiva del Sette notti in Arena.

## Date
- 4 luglio Milano, Stadio Giuseppe Meazza
- 5 luglio Milano, Stadio Giuseppe Meazza
- 9 luglio Firenze, Stadio Artemio Franchi
- 12 luglio Bari, Stadio della Vittoria
- 15 luglio Cosenza, Stadio San Vito
- 18 luglio Roma, Stadio Olimpico
- 22 luglio Cagliari, Fiera
- 26 luglio Palermo, Velodromo Paolo Borsellino

## Registrazioni ufficiali
- Olimpico 2008 (Registrato durante la data di Roma del 18 luglio)

## Scaletta
1. Certe notti
2. Il centro del mondo
3. Quella che non sei
4. I "ragazzi" sono in giro
5. Ho messo via
6. Tutti vogliono viaggiare in prima
7. Ho ancora la forza
8. Questa è la mia vita
9. Il giorno dei giorni
10. Il mio pensiero
11. A che ora è la fine del mondo?
12. Leggero
13. Libera nos a malo
14. Niente paura
15. Le donne lo sanno
16. Medley: Vivo morto o X /Lambrusco & pop corn /Con queste facce qui
17. Non è tempo per noi
18. Piccola stella senza cielo
19. Happy Hour
20. Urlando contro il cielo
21. Tra palco e realtà
22. Balliamo sul mondo
23. Buonanotte all'Italia